# Franz Anton
Franz Anton (* 23. Oktober 1989 in Lutherstadt Wittenberg) ist ein deutscher Slalom-Kanute und zweifacher Weltmeister. Seine Hauptdisziplin ist der Einer-Canadier (C1) der Herren. Seit der Saison 2012 startet er zusammen mit Jan Benzien auch im Zweier-Canadier (C2).

## Werdegang
Die sportliche Karriere von Franz Anton begann in einem Kinderturnverein eines Fechtclubs. Bereits sein Großvater Horst Schubert trat im Fechten bei den Weltmeisterschaften im Modernen Fünfkampf 1962 in Mexiko an und durfte als erster Sportler für die DDR zu Weltmeisterschaften fahren. Seine Mutter brachte ihn auf eine Annonce hin zu einem Meißner Kanuverein, bei dem er seit 1998 trainierte. Seit 2006 gehört er zum Nationalkader der deutschen Junioren, mit denen er 2007 Junioreneuropameister wurde. Seit 2010 gehört er zur deutschen A-Nationalmannschaft. Seine größten Erfolge stellen der Gewinn der Weltmeisterschaft im Zweier-Canadier zusammen mit Benzien 2015 und der Weltmeistertitel im Einer-Canadier von 2018 dar.
Nach dem Gymnasium an einer Dresdner Schule absolvierte Franz Anton von 2009 bis 2014 eine gestreckte Ausbildung bei der Sächsischen Polizei, wo er in der Sportfördergruppe ist.

## Erfolge
International
- 2007 – 1. Platz Junioren-EM (C1-Team)
- 2008 – 6. Platz U23-EM (C1-Team)
- 2009 – 4. Platz U23-EM (C1-Team)
- 2010 – 2. Platz WM (C1-Team); 1. Platz U23-EM (C1-Team)
- 2011 – 3. Platz U23-EM (C1-Team)
- 2012 – 2. Platz U23-WM (C1)
- 2013 – 2. Platz EM (C1-Team), 3. Platz EM (C2-Team)
- 2014 – 2. Platz Gesamt-Weltcup (C2); 3. Platz WM (C1)
- 2015 – 1. Platz WM (C2), 2. Platz WM (C2-Team), 2. Platz WM (C1-Team)

National
- 2007 – 2. Platz DM der Junioren (C1), 3. Platz DM der Junioren (C1-Team)
- 2008 – 1. Platz DM (C1-Team)
- 2009 – 2. Platz DM (C1-Team)
- 2010 – 3. Platz DM (C1-Team)
- 2011 – 3. Platz DM (C1), 2. Platz DM (C2), 1. Platz DM (C1-Team), 1. Platz DM (C2-Team)
- 2012 – 2. Platz DM (C2), 3. Platz DM (C1), 1. Platz DM (C2-Team), 1. Platz DM (C1-Team)
- 2013 – 3. Platz DM (C2), 1. Platz DM (C2-Team), 3. Platz DM (C1-Team)
- 2014 – 2. Platz DM (C1), 1. Platz DM (C1-Team), 2. Platz DM (C2-Team)
- 2015 – 1. Platz DM (C1-Team), 1. Platz DM (C2-Team)